# Vilela do Tâmega
Vilela do Tâmega is een plaats (freguesia) in de Portugese gemeente Chaves en telt 451 inwoners (2001).